# Крус, Роберто (боксёр)
Роберто де ла Круc (род. 21 ноября 1941 года в Багио) — бывший филиппинский профессиональный боксёр. Крус выступал с 1955 по 1968 год, выиграл титул чемпиона мира по версии WBA в первом полусреднем весе.

## Биография
Роберто Крус родился 21 ноября 1941 года в городе Багио, Филиппины.
Круз дебютировал 10 февраля 1955 года, проиграв в четвёртом раунде Лауреано Льяренасу. Первый титул Крус получил 1 октября 1959 года, когда он побудил Лео Эспиносу в ходе 12-раундового поединка в финале турнира Управления игр и развлечений Филиппин. В течение следующих трёх лет Крус также выиграл турнир Управления игр и развлечений в полусреднем весе, но также потерпел пять поражений в других боях.
21 марта 1963 года Крус впервые дрался за пределами Филиппин. Он отправился в США, чтобы встретиться с мексиканским боксёром Раймундо Торресом в бою за вакантный титул WBA в полусреднем весе. Бой проходил на «Доджер-стэдиум», Лос-Анджелес, тем вечером проходило ещё два боя за чемпионские титулы: Эмиль Гриффит против Луиса Мануэля Родригеса в полусреднем весе и Шугар Рамос против Дэйви Мура в полулёгком весе. Крус, который не был фаворитом, нокаутировал Торреса в первом раунде и выиграл титул. Однако, та ночь была омрачена госпитализацией и последующей смертью Мура после его боя с Рамосом.
Для первой защиты своего титула Крус вернулся на Филиппины, чтобы встретиться с бывшим чемпионом мира, американцем Эдди Перкинсом, на бейсбольном стадионе имени Хосе Рисаля. 15 июня 1963 года Перкинс одержал победу по очкам, опередив соперника на 15 пунктов. Бой начался плохо для Круса, поскольку он был в нокдауне в первом раунде и сильно пострадал в третьем и шестом раундах. Хотя он смог довести бой до конца, ему не удалось сохранить свой титул и он больше никогда не боролся за пояс чемпиона мира.
Последний бой в профессиональной карьере Круса состоялся 28 сентября 1968 года в Анхелесе, Филиппины, где он был нокаутирован в третьем раунде Фелом Педрансой.